# Agapet II
Pour les articles homonymes, voir Agapet.
Agapet II, né à Rome, est le 129e pape de l'Église catholique pendant neuf ans et six mois, du 10 mai 946 à sa mort début décembre 955.

## Biographie
Romain, il se trouva au centre des profonds changements qui se produisirent ces années-là sur le plan politique en Italie et en Europe.
Agapet II appela à Rome l'empereur Otton Ier pour le défendre contre Bérenger II qui voulait se faire roi d'Italie, et apaisa par sa modération les discordes de plusieurs princes.
En 949, il demanda à l'abbé Aligern de rebâtir l'abbaye du Mont-Cassin qui avait été détruite par les Sarrasins en 883.
À Rome, Albéric II de Spolète domina encore jusqu'en 954, année de sa mort, et demanda au Pape que son successeur sur le trône pontifical fût son fils Octavien. Agapet II n'aimait ni les intrigues politiques, ni la lutte, de sorte qu'il ne fit pas obstacle à Octavien qui lui succéda sous le nom de Jean XII. Le pape Agapet II est enterré à Saint-Jean-de-Latran.